# 愛知県道105号富島津島線

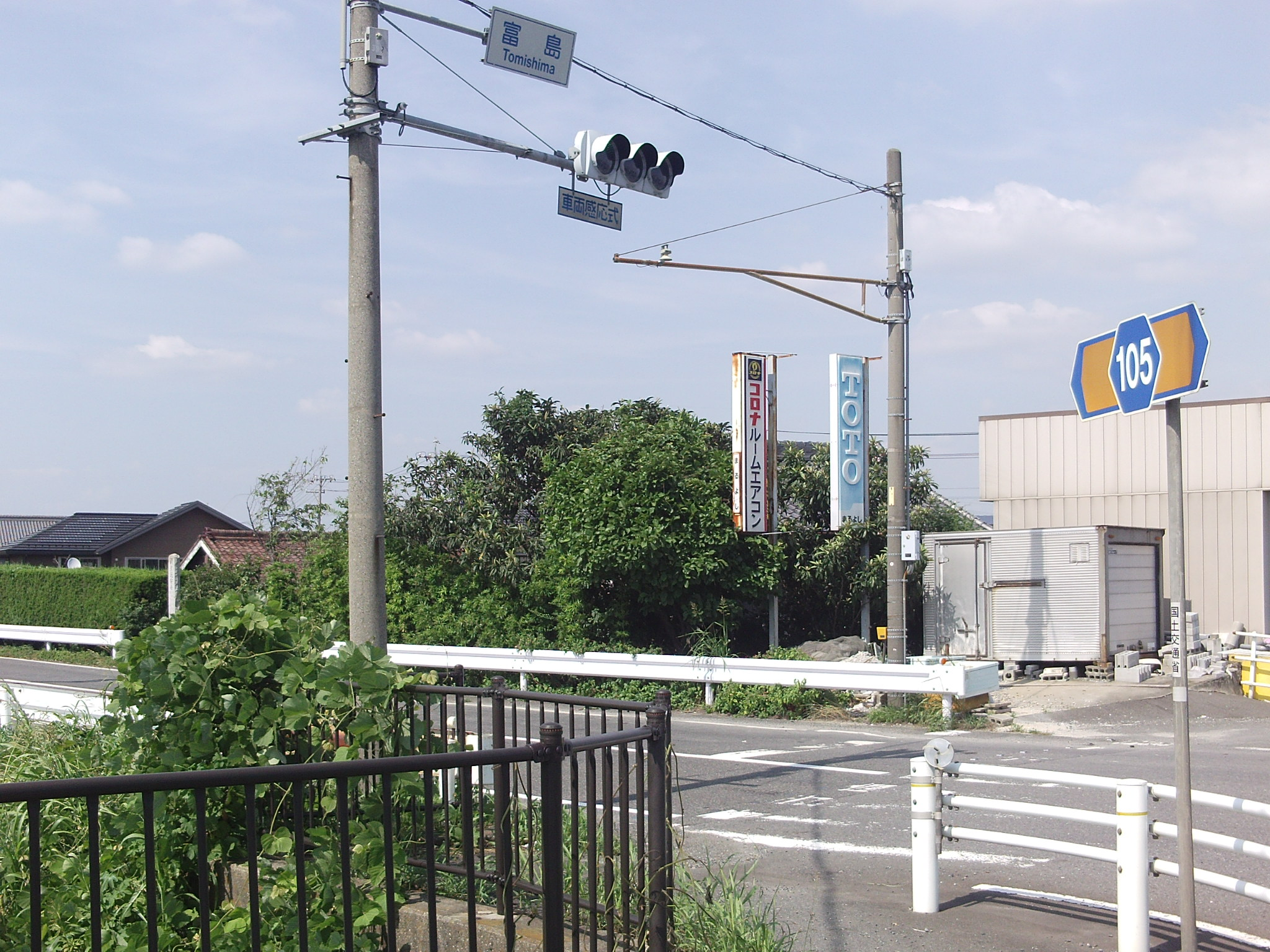
ここから北は、鍋田川左岸の堤防沿いの狭い道を通る。（弥富市富島）

愛知県道105号富島津島線（あいちけんどう105ごう とみしまつしません）は、愛知県弥富市から津島市に至る一般県道である。

## 概要

### 路線データ
- 起点：愛知県弥富市富島
- 終点：愛知県津島市

## 沿革
- 1959年（昭和34年）12月15日：認定。

## 通過する自治体
- 愛知県
  - 弥富市 - 愛西市 - 津島市

## 接続する道路
- 愛知県道103号境政成新田蟹江線（富島交差点のすぐ南）
- 国道23号（名四国道）（富島交差点）
- 愛知県道462号大藤永和停車場線（間崎交差点）
- 愛知県道104号新政成弥富線（平島交差点）
- 国道1号（弥富幹部交番前交差点）
- 愛知県道29号弥富名古屋線（弥富幹部交番前交差点 - 弥富市鯏浦町間で重複）

この間未認定区間あり
- 国道155号（弥富IC北交差点）
- 愛知県道109号子宝愛西線（東條交差点）
- 愛知県道125号佐屋多度線（東善太交差点・北一色交差点）
- 愛知県道114号津島蟹江線（西愛宕町交差点）
- 愛知県道458号一宮弥富線（巡見街道）（西愛宕町交差点）

## 沿線
- 愛西市役所
- 愛西市役所市江出張所
- 東名阪自動車道 弥富インターチェンジ
- JR関西本線・名鉄尾西線 弥富駅
- 近鉄名古屋線 近鉄弥富駅
- イオンタウン弥富